# 松倉亀介
松倉亀介（まつくら　かめすけ、生没年不詳）は戦国時代の武将。織田信長の家臣。

## 略歴
『信長公記』には弘治2年（1556年）の稲生の戦いに従軍したことが記されている。この戦いで亀介は、織田信次の家老だった角田新五を討ち取り武功をあげた。